# Jozefieten
De Congregatie van de Jozefieten (Latijn: Congregatio Josephitarum; afgekort: CJ) werd in 1817 in Geraardsbergen gesticht door kanunnik Constant Van Crombrugghe. De congregatie houdt zich bezig met onderwijs en opvoeding.
De jozefieten hebben in België vestigingen in Melle (generalaat),  Leuven (provincialaat), Geraardsbergen en Houtaing (deelgemeente van Aat). Er waren er destijds ook in Halle, Tienen, Brussel, Velm en Wattripont.
In de Verenigde Staten is in Santa Maria (Californië) de St Joseph High School.
In Groot-Brittannië is er St.-George's College, Weybridge.
Lange tijd werd ook het Congolese bisdom Mweka door jozefieten geleid. Recent werd in Kinshasa het Collège St.-Etienne opgericht.